# الساندرو کاپلو
الساندرو کاپلو (انگلیسی: Alessandro Capello؛ زادهٔ ۱۲ دسامبر ۱۹۹۵) بازیکن فوتبال اهل ایتالیا است.
از باشگاه‌هایی که در آن بازی کرده‌است می‌توان به باشگاه فوتبال اینتر میلان، باشگاه فوتبال بولونیا، باشگاه فوتبال کالیاری، باشگاه فوتبال پادوا، و باشگاه فوتبال وارزه اشاره کرد.
وی همچنین در تیم‌های ملی فوتبال زیر ۱۷ سال ایتالیا، زیر ۱۸ سال ایتالیا، و زیر ۱۹ سال ایتالیا بازی کرده‌است.